# 蛙股池
蛙股池（かえるまたいけ）は、奈良県奈良市にある灌漑用ため池。

## 概要
江戸時代には「大池」と記されていたが、池の折れ曲がったような形状が蛙股（社寺の梁に使われる部品）に似ていることから、蛙股池と呼ばれるようになったと言われる。
『日本書紀』巻第二十二推古天皇15年（607年）の条に、「是の歳の冬に、倭国に高市池・藤原池・肩岡池・菅原池を作る」とあり、その「菅原池」が蛙股池とされている。これにより、「現存する日本最古のため池」とされている。社団法人日本大ダム会議発行の『日本ダム台帳』に蛙股池が掲載されていることから、蛙股池を「日本最古のダム」と称する向きもあるが、堤体の基礎地盤直上に道路や住宅があり、正確な堤高を計測することが困難なので、蛙股池が河川法で定められた「ダム」に相当するかについては意見が分かれている。
1966年9月、菖蒲池駅方面とあやめ池神社、あやめ池小学校を結ぶ歩行者専用橋「あやめ新橋」が完成する。
1960年代頃から水質が悪化し始めたが、1980年代からの住民による環境改善活動と下水道の整備により改善し現在に至る。
2000年から大和川流域総合治水対策の一環として特定保水池整備事業が実施され、2003年に完了した。これによって洪水調整池としての機能が強化された。
この池のほとりにはあやめ池神社、あやめ池小学校のほか、大和文華館、中野美術館などの文化施設がある。

## 接続河川
流出する河川
- 大池川 - 秋篠川に流れ込む。

## 交通
鉄道
近鉄奈良線菖蒲池駅より徒歩5分
バス
奈良交通「蛙股池」バス停下車すぐ